# Areum
Đây là một tên người Triều Tiên, họ là Lý.
Lee Ah-reum hay còn được biết đến với nghệ danh Areum là ca sĩ Hàn Quốc. Areum là cựu thành viên của nhóm nhạc nữ nổi tiếng T-ARA và nhóm nhỏ T-ara N4.

## Tiểu sử

### 1994–2012: Tuổi trẻ
Areum sinh ngày 19/04/1994. Cả bố và mẹ đều làm việc trong ngành công nghiệp âm nhạc. Cô tham dự trường Nghệ thuật Harlim, khoa Âm nhạc và đưng đầu lớp trong nhiều năm.

### 2012–2013: Tham gia vào T-ARA
Areum gia nhập T-ARA vào tháng 7 năm 2012 là thành viên thứ 8 của nhóm, Cô xuất hiện lần đầu trong Day By Day.
Cô đã được xác nhận là thành viên thứ tám vào ngày 12 tháng 6 năm 2012  và công ty đã phát hành hình ảnh chính thức của Areum vào ngày 14 tháng 6 năm 2012.

### 2013: Rời nhóm
Ngày 10 tháng 7, MBK Entertainment (lúc bấy giờ là C.C.M) đã đăng lên trên trang chủ Youtube của công ty một đoạn clip của thành viên Areum với lời thông báo sẽ tách khỏi nhóm để phát triển sự nghiệp solo. Thông tin này ngay lập tức tạo ra một cơn chấn động không hề nhỏ trong cộng đồng fan T-ARA nói riêng và fan Kpop nói chung.
Trong đoạn clip, Areum cho biết: Có một thông tin tôi muốn chia sẻ, tôi sẽ ra mắt như một ca sĩ solo trong thời gian tới. Đừng quên Areum của T-ARA nhé. Cảm ơn các bạn đã dành cho tôi rất nhiều tình cảm. Tôi cảm nhận được tất cả thông qua những buổi họp fan và suốt quá trình quảng bá cùng T-ARA. Trong tương lai, tôi sẽ gặp lại các bạn với một hình ảnh hay hơn gấp mấy nghìn lần so với Jeon Won Diary. Thời gian ở cùng các người chị của tôi đã kết thúc, nhưng Areum sẽ trở lại là một nghệ sĩ solo. Và các chị T-ARA vẫn tiếp tục hoạt động, đừng quên họ và cũng đừng quên Areum nữa nhé. Areum cố lên! T-ARA cố lên! Cảm ơn các bạn rất nhiều đã ủng hộ Areum tới tận bây giờ. Xin đừng quên những ca khúc, những màn biểu diễn mà tôi có với T-ARA nhé! Tôi yêu các bạn!

### 2013: Thành viên của T-ARA N4
Trước khi rời nhóm, Areum cũng là một thành viên của nhóm nhỏ T-ARA - T-ARA N4. Nhóm đã ra mắt cùng với ca khúc Countryside Life vào ngày 29 tháng 4 năm 2013. Nhưng chỉ sau đó vài tháng, tức là khi Areum tách nhóm để hoạt động solo cũng đồng nghĩa với việc cô sẽ không còn là một thành viên của nhóm nhỏ T-ARA N4, và MBK Entertainment (lúc đó là C.C.M) thông báo rằng Dani - người đã đóng trong M/V Day by Day của T-ARA sẽ trở thành thành viên của T-ARA N4 để thế chỗ của Areum nhưng không phải là thành viên chính thức của T-ARA. Dani sẽ thay thế vị trí của Areum để hoạt động cùng T-ARA N4 tham gia các hoạt động của nhóm khi ở nước ngoài nhờ vốn tiếng Anh lưu loát của mình.

### 2017-nay: Tham giaThe Unit.
Đây là hoạt động đầu tiên của Aerum kể từ ngày rời khỏi T-ara. Từ thời điểm đó đến bây giờ, cô vẫn theo đuổi sự nghiệp ca hát mà không có công ty quản lý. Dưới sự giúp đỡ của một số nhân viên, Areum quyết định tham gia show truyền hình của đài KBS.
Trong một cuộc phỏng vấn kể từ sau khi bị loại khỏi The Unit., Areum đã tiết lộ rằng, mối quan hệ của cô với Hwayoung khi còn là thành viên của t-ara không xấu như mọi người nghĩ và cô còn cảm thấy biết ơn Hwayoung.Những lời chia sẻ cô đã khiến cho những người từng ủng hộ cô cảm thấy thất vọng và giận dữ

## Bài hát
| Năm  | Album          | Bài hát            | Ghi chú                                    |
| ---- | -------------- | ------------------ | ------------------------------------------ |
| 2012 | Mirage         | "Day and Night"    | Với Gun-ji của Gavy NJ và Shannon Williams |
| 2012 | Mirage         | "Sexy Love"        | T-ARA                                      |
| 2013 | Bunny Style!   | "Bunny Style!"     | T-ARA                                      |
| 2013 | Bunny Style!   | "Sign"             | Với Soyeon                                 |
| 2013 | Bunny Style!   | "Happy Rain"       | Đơn ca                                     |
| 2013 | Jeon Won Diary | "Countryside Life" | T-ARA N4                                   |